# Лауричелла, Серджо
Серджо Лауричелла (итал. Sergio Lauricella; 19 июня 1921, Неаполь — 2 мая 2008) — итальянский композитор и музыкальный педагог. Отец композитора Массимо Лауричеллы.

## Биография
Окончил консерваторию Санта-Чечилия в Риме, ученик Ильдебрандо Пиццетти и Гоффредо Петрасси. В 1948 году за токкату для фортепиано был удостоен бронзовой медали на соревнованиях по музыке Летних Олимпийских игр в Лондоне.
С 1953 г. преподавал композицию в Генуэзской консерватории, в 1979—1991 гг. возглавлял её, осуществив модернизацию учебного процесса и усилив преподавательский состав. Из композиций Лауричеллы наибольшее значение имеет кантата для сопрано и струнных «Плач доньи Бланки де Бивар» (итал. Il lamento di Dona Blanca de Bivar; 1985) по мотивам новеллы Шатобриана «Приключения последнего Абенсерага».